# San Sebastián Teponahuaxtlán
San Sebastián Teponahuaxtlán är en ort i Mexiko.   Den ligger i kommunen Mezquitic och delstaten Jalisco, i den centrala delen av landet, 600 km nordväst om huvudstaden Mexico City. San Sebastián Teponahuaxtlán ligger 1 355 meter över havet och antalet invånare är 332.
Terrängen runt San Sebastián Teponahuaxtlán är huvudsakligen kuperad, men åt nordväst är den bergig. Runt San Sebastián Teponahuaxtlán är det mycket glesbefolkat, med 4 invånare per kvadratkilometer. San Sebastián Teponahuaxtlán är det största samhället i trakten. I omgivningarna runt San Sebastián Teponahuaxtlán växer huvudsakligen savannskog.